# Deus (группа)
Deus (пишется как dEUS) — рок-группа из Антверпена, Бельгия, образованная в 1991 году. Единственными постоянными участниками группы с момента основания являются Том Барман (вокал, гитара) и Клаас Янзунс (клавишные, скрипка). Остальная часть состава группы в настоящее время состоит из барабанщика Стефана Миссегерса, басиста Алана Геваерта и гитариста/бэк-вокалиста Мауро Павловски.

## История группы

### Основание
Основанная в 1991 году группа изначально играла кавер-версии песен, однако скоро приступила к создании своего материала. Свой звук они нашли экспериментируя от фолка и джаза до панка и прогрессив-рока. В 1992 году группа выпускает Ep «Zoa» и подписывает контракт с известным лейблом Island Records.

### 1994—2000
В 1999 году группа записывает альбом «The Ideal Crash», который разошёлся тиражом в 750 000 экземпляров.

### Перерыв
После тура в поддержку альбома «The Ideal Crash» музыканты берут перерыв, начиная заниматься своими проектами.

### 2004 — сегодняшний день
12 сентября 2005 года выходит новый диск «Pocket Revolution». В поддержку альбома проходит тур на 130 концертов. Альбом «Vantage Point» появляется в апреле 2008 года. «Keep You Close» выходит в сентябре 2011 года. В 2012 году dEUS выпускает диск «Following Sea».

## Дискография группы

### Студийные записи
- Worst Case Scenario (1994)
- In a Bar, Under the Sea (1996)
- The Ideal Crash (1999)
- Pocket Revolution (2005)
- Vantage Point (2008)
- Keep You Close (2011)
- Following Sea (2012)

### EP, DVD и сборники
- Zea (1994)
- My Sister = My Clock (1995)
- No More Loud Music (2001)